# Johnston Press
Johnston Press plc war ein britischer Zeitungs-Verleger mit Sitz in Edinburgh. Bedeutende Titel des Hauses waren The Scotsman, I (Tageszeitung) (Eigenschreibweise “i”) und The Yorkshire Post.
Die Geschichte des Unternehmens begann 1767 in Falkirk, der Falkirk Herald erschien zum ersten Mal 1846. Die Vermögenswerte von Johnston Press wurden 2018 an JPIMedia Ltd mit Sitz in London übertragen. JPIMedia veröffentlicht weiterhin die Titel der ehemaligen Johnston Press plc.